# Nescicroa tereticollis
Nescicroa tereticollis är en insektsart som först beskrevs av Ludwig Redtenbacher 1908.  Nescicroa tereticollis ingår i släktet Nescicroa och familjen Diapheromeridae. Inga underarter finns listade i Catalogue of Life.